# Ashes to Ashes (David Bowie)
Ashes to Ashes is een van de grootste hits van David Bowie. Het nummer is uitgebracht in augustus 1980 als eerste single van het album Scary Monsters (and Super Creeps). Het lied wordt doorgaans geklassificeerd als new wave of new romantic.

## Inhoud
Het nummer is een afrekening met zijn eigen (drugs)verleden dat in de jaren '70 vooral werd gesymboliseerd door zijn alter ego Major Tom, het door Bowie gecreëerde karakter dat in 1969 de hoofdrol speelde in zijn eerste succesvolle single Space Oddity. In de eerste regel wordt naar hem verwezen als "a guy that's been in such an early song" (een vent die in een oud lied zat). Ground Control ontvangt een bericht van Major Tom uit de ruimte, met de inhoud "I'm happy, hope you're happy too" (ik ben blij, ik hoop dat jullie ook blij zijn). Naarmate het lied vordert, wordt duidelijk dat hij verslaafd is geraakt aan drugs en wordt hij omschreven als "a junkie, strung out in heaven's high, hitting an all-time low" (een junkie, drugsverslaafd in de hoogte van de hemel, in een dieptepunt geraakt). Ook beschrijft Bowie Major Tom als synoniem met drugsgebruik en sterrenstatus en waarschuwt Bowie dat als je echt iets wilt bereiken het beter is ver weg te blijven van drugs, zoals hij waarschuwt in de laatste tekstregel "My mamma said to get things done, you'd better not mess with Major Tom".

## Videoclip
De videoclip van "Ashes to Ashes" kostte £250.000 en was hiermee op dat moment de duurste videoclip ooit gemaakt. Grote delen van de videoclip bestonden uit surreële kleuren die werden gemaakt door het negatief van de gefilmde beelden te nemen. In de clip kwamen naast Bowie onder anderen ook Steve Strange (Visage), Judith Frankland (die kleding voor Visage ontwierp) en eveneens ontwerper Darla Jane Gilroy, die later allemaal belangrijke figuren werden in de new romantic. Zij waren ook allemaal zogeheten "blitz kids", een stroming in de Londense muziekscene die sterk werd beïnvloed door de muziek van Bowie.

## Hitnoteringen
In Nederland werd de plaat veel gedraaid op Hilversum 3 en werd een grote hit. De plaat stond
acht weken in de Nederlandse Top 40 (met als hoogste notering plaats 11) en negen weken in de Nationale Hitparade (met als hoogste notering plaats 15). In de TROS Top 50 werd de 12e positie behaald.
In België stond de plaat zes weken lang in de Vlaamse Ultratop 50 (met als hoogste notering plaats 15). en de Radio 2 Top 30. In thuisland het Verenigd Koninkrijk behaalde de plaat de nummer 1-positie van de UK Singles Chart in zijn tweede week, waarmee het na de heruitgave van Space Oddity de tweede nummer 1-hit was van Bowie in zijn thuisland.

### Nederlandse Top 40
| Positie: | 30 | 19 | 16 | 11 | 11 | 17 | 28 | 40 | uit |

### Nationale Hitparade
| Positie: | 34 | 20 | 18 | 20 | 16 | 15 | 21 | 39 | 49 | uit |

### TROS Top 50
De plaat stond vanaf 25 september 1980 7 weken genoteerd in de lijst, met als hoogste notering de 12e positie.

### NPO Radio 2 Top 2000
| Nummer met noteringen in de NPO Radio 2 Top 2000 | '99 | '00 | '01  | '02 | '03 | '04 | '05  | '06  | '07  | '08 | '09  | '10 | '11  | '12 | '13 | '14 | '15 | '16 | '17 | '18 | '19 | '20 | '21  | '22 | '23  | '24  |
| ------------------------------------------------ | --- | --- | ---- | --- | --- | --- | ---- | ---- | ---- | --- | ---- | --- | ---- | --- | --- | --- | --- | --- | --- | --- | --- | --- | ---- | --- | ---- | ---- |
| Ashes to Ashes                                   | 600 | 744 | 1081 | 744 | 677 | 839 | 1265 | 1056 | 1229 | 989 | 1030 | 945 | 1101 | 833 | 757 | 736 | 851 | 310 | 604 | 768 | 843 | 975 | 1026 | 963 | 1090 | 1010 |

1. ↑  Een vetgedrukt getal geeft de hoogste notering aan.